# Tom Holland
Thomas Stanley Holland (n. 1 iunie 1996, Greater London, Anglia, Regatul Unit) este un actor și dansator britanic, cunoscut pentru rolul lui Lucas Bennett în filmul The Impossible, Thomas Nickerson în In the Heart of the Sea și Omul Păianjen în cele mai recente filme ale Universului Marvel (printre care: Spider-Man: Far from home, Spider-Man: Homecoming și Spider-Man: No Way Home)

## Biografie

### Anii de început și educația
Tom Holland s-a născut în Kingston upon Thames, Londra la 1 iunie 1996. Este fiul lui Nicola Elizabeth, o fotografă și Dominic Holland, un comedian și autor al cărții  Eclipsed. Are trei frați mai mici: gemenii Sam și Harry Holland, cu trei ani mai tineri și care apar în filmul Diana, și Patrick "Paddy" Holland, cu opt ani mai tânăr. Bunicii lui s-au născut pe Insula Man și Irlanda.
Holland a fost educat la Donhead, o școală pregătitoare catolică la Wimbledon, în sud-vestul Londrei, urmată de Colegiul Wimbledon, o școală globală asistată catolică de iezuiți catolici (de asemenea la Wimbledon), până în decembrie 2012. În decembrie 2012 a urmat Școala BRIT de arte. La vârsta de 7 ani a fost diagnosticat cu dislexie. 

### Carieră
Holland a început să studieze dansul "Hip Hop" la Școala de Dansuri Nifty Feet din Wimbledon (Londra). Mai târziu, potențialul său a fost descoperit de coregraful Lynne Page (care îl cunoștea pe Peter Darling, coregraful lui Billy Elliot Musical), în timp ce Holland a acționat într-o reprezentare școlară în 2006.
La data de 28 iunie 2008, Holland a debutat, jucând rolul lui Michel, cel mai bun prieten al personajului Billy din spectacolul Billy Elliot Musical, după opt etape ale audițiilor și doi ani de formare. În septembrie 2008, a avut o apariție cu Tanner Pflueger (co-starul său în muzică) de pe Channel Five, unde și-a dat primul interviu. Mai târziu, în 2009, Tom a avut din nou o apariție publică la spectacolul "The Feel God Factor," în care a acoperit una dintre coregrafiile muzicale împreună cu ceilalți doi "Billy Elliot," același Tanner Pflueger și Layton Williams. După aceea, Tom Holland a fost intervievat de Mylenne Kass.
Holland s-a întors în televiziune pe 11 martie 2010, împreună cu ceilalți Billys, la emisiunea lui Alan Titchmarsh de la ITV1. În data de 8 martie 2010, pentru a comemora cea de-a cincea aniversare a lui Billy Elliot, jucătorii rolului lui Billy au fost invitați la 10 Downing Street pentru a se întâlni cu premierul Gordon Brown. Tom a fost ales pentru actul comemorativ al celei de-a cincea aniversări a muzicalului, pe 31 martie 2010. Elton John, autorul coloanei sonore a muzicalului, a numit spectacolul lui Holland „impresionant” și a spus că a fost „uimit.”
De la începutul operei, Holland a apărut până când a devenit un personaj obișnuit, fiind rolul său degilmore, pe care urma să o împărtășească, până la sfârșitul lui, pe 29 mai 2010.

### Televiziune
În 2015, Holland a apărut în cele șase episoade ale seriilor de televiziune Wolf Hall, înterpretând-ul pe Gregory Cromwell, fiul protagonistului Thomas Cromwell, interpretat de Mark Rylance, împreună cu actorul britanic Thomas Brodie-Sangster.

### Film
La două luni după terminarea muzicii, Tom a fost prezentat la turnarea filmului The Impossible, regizat de Juan Antonio Bayona. Pe baza adevăratei povestiri a unei familii spaniole care a supraviețuit tsunami-ului în Thailanda în 2004, Lo Imposible este interpretată de Naomi Watts, Ewan McGregor și Tom. A avut premiera la Festivalul de la Toronto din 9 septembrie 2013. Interpretarea sa a fost subliniată de unele media precum The Telegraph, The Guardian, Screen Daily, The Hollywood Reporter și Entertainment Maven.
În 2011, Tom Holland a făcut parte din distribuția versiunii animate a filmului Karigurashi no Arriety. A pus vocea la unul dintre personajele principale: Sho. Ulterior, a lucrat la filmul How I Live Now din 2013.
Pe 23 iunie 2015, Marvel a anunțat că Holland ar fi noul Spider-Man al universului său cinematografic.

## Filmografie

### Film
| An   | Titlu                              | Rol                                        | Note                      |
| ---- | ---------------------------------- | ------------------------------------------ | ------------------------- |
| 2010 | Lumea secretă a lui Arrietty       | Shō (voce)                                 | English dub (UK, AU, NZL) |
| 2012 | Paradisul spulberat                | Lucas Bennett                              |                           |
| 2013 | Cum trăiesc acum                   | Isaac                                      |                           |
| 2013 | Moments                            | Boy                                        | Film scurt                |
| 2013 | Locke                              | Eddie (voce)                               |                           |
| 2014 | Billy Elliot the Musical Live      | Former Billy                               | Cameo                     |
| 2015 | În Inima Mării                     | Thomas Nickerson                           |                           |
| 2015 | Tweet                              | El însuși                                  | Film scurt; și regizor    |
| 2016 | Căpitanul America: Război civil    | Peter Parker / Spider-Man                  |                           |
| 2016 | Edge of Winter                     | Bradley Baker                              |                           |
| 2016 | Orașul pierdut Z                   | Jack Fawcett                               |                           |
| 2017 | Pilgrimage                         | The Novice / Brother Diarmuid              |                           |
| 2017 | Omul-Păianjen: Întoarcerea acasă   | Peter Parker / Spider-Man                  |                           |
| 2017 | The Current War                    | Samuel Insull                              |                           |
| 2018 | Răzbunătorii: Războiul Infinitului | Peter Parker / Spider-Man / "Night Monkey" |                           |
| 2019 | Răzbunătorii: Sfârșitul jocului    | Peter Parker / Spider-Man / "Night Monkey" |                           |
| 2019 | Omul-Păianjen: Departe de casă     | Peter Parker / Spider-Man / "Night Monkey" |                           |
| 2019 | Spies in Disguise                  | Walter Beckett (voce)                      |                           |
| 2020 | Dolittle                           | Jip (voce)                                 |                           |
| 2020 | Tot înainte                        | Ian Lightfoot (voce)                       |                           |
| 2020 | The Devil All the Time             | Arvin Russell                              |                           |
| 2021 | Cherry                             | Cherry                                     |                           |
| 2021 | Chaos Walking                      | Todd                                       |                           |
| 2021 | Omul-Păianjen: No Way Home         | Peter Parker / Spider-Man                  |                           |
| 2022 | Uncharted                          | Nathan Drake                               |                           |

### Televiziune
| An   | Titlu           | Rol              | Note                              |
| ---- | --------------- | ---------------- | --------------------------------- |
| 2015 | Wolf Hall       | Gregory Cromwell | Rol recurent; 6 episoade          |
| 2017 | Lip Sync Battle | El însuși        | Episod: "Tom Holland vs. Zendaya" |

## Viața timpurie și educația

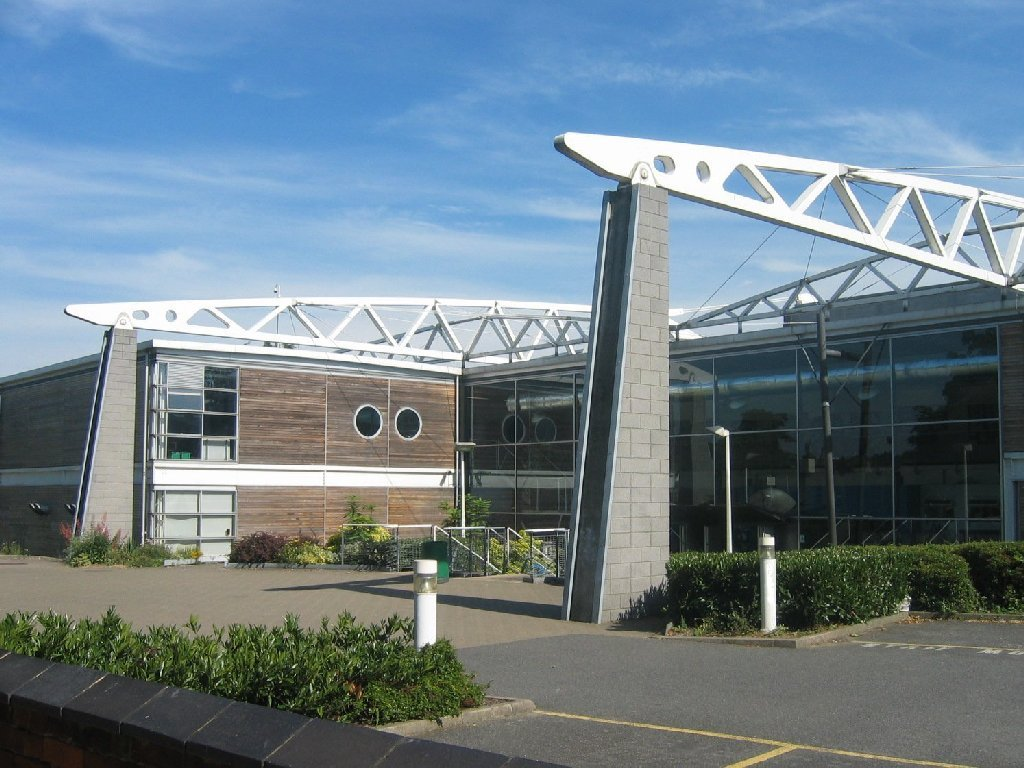
Școala BRIT pentru Arte Performative și Tehnologie din Selhurst, în sudul Londrei, la care a participat Holland

Thomas Stanley Holland s-a născut pe 1 iunie 1996 în Kingston upon Thames, în sud-vestul Londrei, fiind fiul fotografei Nicola ( născută Frost) și al autorul și comediantului Dominic Holland .  Are trei frați mai mici.  Bunica sa paternă era originară  din comitatul Tipperary din Irlanda de Sud, iar bunicul său patern era manx din Insula Man .    Locuiește în Kingston upon Thames, aproape de casa părinților și a fraților săi mai mici.  Întrucât părinții săi au profesii creative, este adesea inspirat de aceștia;  îl consideră pe tatăl său un model, care a lucrat neoficial ca manager al său datorită experienței sale în industrie.  
Holland a urmat cursurile Donhead Preparatory School, o școală pregătitoare catolică exclusiv pentru băieți, din Wimbledon, în cartierul Merton din sud-vestul Londrei.  La vârsta de șapte ani, a fost diagnosticat cu dislexie . Părinții l-au înscris, împreună cu frații lui (pentru a evita să se simtă neglijați), la o școală privată, astfel încât să poată primi atenția necesară. Deși lui Holland îi plăcea noua școală, aceasta lucru a început să afecteze finanțele familiei sale.   Holland a studiat ultwrior la Colegiul Wimbledon, o școală gimnazială iezuită cu sprijin voluntar,  apoi la BRIT School for Performing Arts and Technology din Selhurst . 
În copilărie, Holland a luat în considerare mai multe opțiuni de carieră. Era fan al cântecelor lui Janet Jackson și obișnuia să danseze adesea pe acestea. Mama lui l-a înscris la un curs de dans promovat la școala privată pe care Holland o frecventa la acea vreme.   În adolescență, Holland a urmat pentru scurt timp o școală de tâmplărie în Cardiff, Țara Galilor.  De asemenea, a luat în calcul să devină învățător, deoarece îi place să fie înconjurat de copii. 
1. ↑  Ott, Tim. „Tom Holland”. Biography. Arhivat din original la 22 februarie 2022. Accesat în 25 februarie 2022.
2. ↑  Knight, Kathryn (24 februarie 2021). „Meet Tom Holland's younger brother Harry, with a cameo in Spider-Man 3”. Capital FM. Arhivat din original la 31 octombrie 2021. Accesat în 25 februarie 2022.
3. ↑  Lonergan, Aidan (29 iunie 2017). „'It's an absolutely amazing place' – New Spider-Man Tom Holland very proud of his Irish roots”. The Irish Post. Arhivat din original la 1 ianuarie 2020. Accesat în 1 ianuarie 2020.
4. ↑  „New Spiderman Tom Holland says Ireland is "absolutely amazing"”. IrishCentral.com. 7 iulie 2017. Arhivat din original la 7 iulie 2017. Accesat în 1 ianuarie 2020.
5. ↑  „SpiderManx?! - Afternoon Extras”. Manx Radio. 12 noiembrie 2019. Arhivat din original la 3 martie 2021. Accesat în 1 ianuarie 2020.
6. ↑  Johnson, Zach (10 mai 2017). „Tom Holland's Mom Tricks Him Into Staying Close to Home”. E!. Arhivat din original la 15 mai 2017. Accesat în 30 septembrie 2018.
7. ↑  . Arhivat din original|archive-url= necesită |url= (ajutor) la 19 februarie 2022. Lipsește sau este vid: |title= (ajutor)
8. ↑  Khomami, Nadia (24 ianuarie 2022). „From Billy Elliot to Spider-Man: how Tom Holland won the world's heart”. The Guardian. Arhivat din original la 13 februarie 2022. Accesat în 13 februarie 2022.
9. 1 2  . Arhivat din original|archive-url= necesită |url= (ajutor) la 20 februarie 2022. Lipsește sau este vid: |title= (ajutor)
10. ↑  „Tom Holland to play Billy Elliot”. Donhead. Arhivat din original la 23 iulie 2010. Accesat în 22 septembrie 2014.
11. 1 2  Holland, Dominic (26 februarie 2014). „Dyslexia is in the news..”. DominicHolland.co.uk. Arhivat din original la 17 august 2017. Accesat în 30 septembrie 2018.
12. 1 2  Dean, Jonathan (30 June 2019). „Tom Holland interview: pirouetting his way from Billy Elliot to Spider‑Man, bypassing bullies on the way”. The Sunday Times. Arhivat din original la 13 February 2022. Accesat în subscription. Mai multe valori specificate pentru |accessdate= și |access-date= (ajutor); Verificați datele pentru: |access-date= (ajutor)
13. ↑  Palmer, Jim (8 decembrie 2015). „Kingston's Spider-Man Tom Holland - 'I still have to clean my room'”. Sutton & Croydon Guardian. Arhivat din original la 11 iunie 2022. Accesat în 5 aprilie 2022.
14. ↑  „Schoolboy actor Tom Holland finds himself in Oscar contention for role in tsunami drama”. The Scotsman. 21 decembrie 2012. Arhivat din original la 25 mai 2013. Accesat în 25 februarie 2022.
15. ↑  Kimmel, Jimmy (4 decembrie 2019). „How Tom Holland Drunkenly Saved Spider-Man”. Arhivat din original la 5 decembrie 2019. Accesat în 6 decembrie 2019.